# Даббаг, Одай
Ода́й Ибрахи́м Мохамма́д Дабба́г (араб. عدي إبراهيم محمد دباغ‎; род. 3 декабря 1998, Иерусалим) — палестинский футболист, нападающий бельгийского клуба «Шарлеруа» в аренде у клуба «Абердин», и сборной Палестины.

## Игровая карьера

### Клубная карьера
Даббаг, в возрасте 16 лет, дебютировал за клуб «Хиляль Аль-Кудс», в составе которого затем выиграл три чемпионских титула, а в 2018 году были выиграны Кубок Палестины и Кубок Западного берега. Затем Даббаг играл в Кувейте за ряд команд, в том числе и «Аль-Араби», в составе которого в 2021 году выиграл чемпионат страны и стал лучшим бомбардиром чемпионата, забив 13 голов.
21 августа 2021 года перешёл в португальский клуб «Арока», подписав с командой контракт контракт сроком на два года. Дебютировал в европейском чемпионате 28 августа в матче с «Порту», выйдя на замену на 80-й минуте матча; матч закончился победой «Порту» со счётом 3:0.
7 января 2023 года в матче с «Эшторилом» Даббаг оформил первый дубль в карьере; матч закончился победой «Ароки» со счётом 2:0 и по итогам сезона он стал лучшим бомбардиром своего клуба.
1 июля 2023 года Даббаг перешёл в бельгийский «Шарлеруа», с которым подписал трёхлетний контракт.

### Карьера в сборной
В составе сборной Палестины принимал участие на Кубке Азии 2019 года и Кубке Азии 2023 года, на котором палестинцы вышли в 1/8 финала и проиграли со счётом 2:1 будущим чемпионам турнира сборной Катара. На этом турнире Даббаг с 3 голами стал лучшим бомбардиром своей сборной.
21 марта 2024 года в матче второго раунда квалификации на чемпионат мира по футболу 2026 года против Бангладеш (5:0) оформил первый в карьере хет-трик за сборную.

## Достижения
«Хиляль Аль-Кудс»
- Чемпион Западного берега (3) : 2016/17, 2017/18, 2018/19
- Обладатель Кубка Палестины (1) : 2017/18
- Обладатель Кубка Западного берега (1) : 2017/18

 «Аль-Кадисия»
- Обладатель Суперкубка Кувейта (1) : 2019

 «Аль-Араби»
- Чемпион Кувейта (1): 2020/21